# Gulbiny
Gulbiny – wieś w Polsce położona w województwie kujawsko-pomorskim, w powiecie rypińskim, w gminie Brzuze.

## Położenie
Leży w odległości 10,5 km na północny zachód od Rypina, niespełna 1 km na zachód od Jeziora Długiego (Dłuskiego).

## Podział administracyjny
W latach 1975–1998 miejscowość administracyjnie należała do województwa włocławskiego.

## Demografia
Według Narodowego Spisu Powszechnego (III 2011 r.) liczyła 263 mieszkańców. Jest siódmą co do wielkości miejscowością gminy Brzuze.

## Znane osoby
W Gulbinach latem roku 1824 i 1825 przebywał Fryderyk Chopin, a latem roku 1939 – gen. Władysław Anders.

## Zabytki
Według rejestru zabytków NID na listę zabytków wpisany jest park dworski (21 gatunków drzew, pow. 4,5 ha) z 1. połowy XIX w., nr rej.: A-24 z 31.05.2000.